# Thomas Bade
Thomas Bade (* 1963 in Wien, Österreich) ist ein deutscher Journalist und Fernsehmoderator.

## Leben
Bade studierte nach dem Abitur am Aachener Couven-Gymnasium in Mainz Publizistik, Psychologie und Amerikanistik. Beim NDR absolvierte er sein Volontariat. Später präsentierte er die Sendung Hamburg Journal. 1997 übernahm er als Nachfolger von Claus-Erich Boetzkes die Moderation der Sendung Nachtmagazin in der ARD, die er bis Ende 2005 mit Katharina Wolkenhauer abwechselnd moderierte. Sie wurden von Gabi Bauer und Anja Bröker abgelöst.
Ab Januar 2006 moderierte Bade die Nachrichten bei EinsExtra Aktuell auf EinsExtra und war Redakteur bei der ARD-aktuell. Seit September 2011 ist Thomas Bade für den Sender Phoenix tätig und moderiert dort unter anderem Phoenix der Tag.
Thomas Bade lebte zwischen 1991 und 2011 in Hamburg, derzeit wohnt er in Bonn.